# Helsingforskonferensen

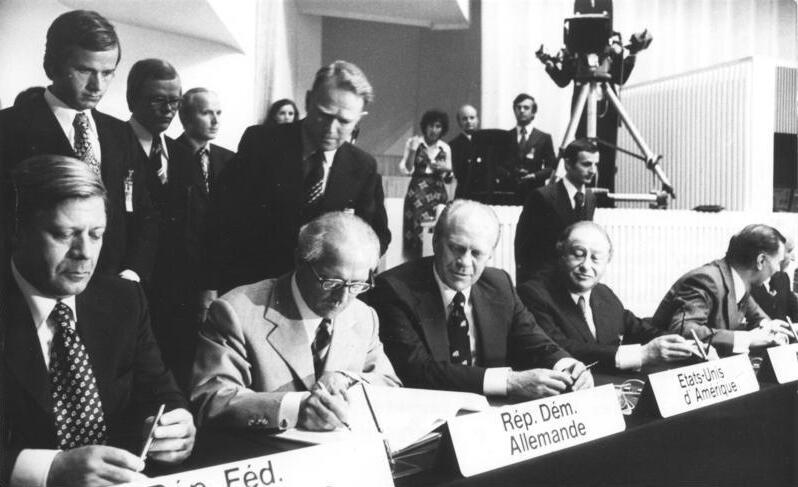
Avtalet undertecknas.

Helsingforskonferensen (Europeiska säkerhetskonferensen i Helsingfors) var en internationell konferens om säkerhet och samarbete som hölls i början av 1970-talet. Den öppnades i Helsingfors den 3 juli 1973, fortsatte senare i Genève (från  18 september 1973 till 21 juli 1975) och avslutades i Helsingfors 1 augusti 1975, i det då nybyggda Finlandiahuset. Deltagande stater var USA, Kanada, Sovjetunionen och alla europeiska stater inklusive Turkiet men inte Albanien och Andorra.
Helsingforsdeklarationen eller Helsingforsslutakten som togs fram skrevs på av 35 länder. Deklarationen, "Declaration on Principles Guiding Relations between Participating States" (deklaration angående ledande principer för relationer mellan deltagande stater), var startskottet för ökade krav på medborgarrätt och frihet inom östblocket, bland annat Charta 77 och olika polska organisationer som slutligen blev Solidaritet/Solidarność.
Deklarationen formulerade följande 10 punkter:
- I. Staters lika rätt till en inneboende suveränitet
- II. Att avstå från våldshot och användning av våld
- III. Gränsers okränkbarhet
- IV. Staters territoriella integritet
- V. Fredlig lösning av meningsskiljaktigheter
- VI. Ickeintervention i staters interna angelägenheter
- VII. Respekt för mänskliga rättigheter och grundläggande friheter, inklusive frihet för tankar, samvete, religion eller tro
- VIII. Lika rättigheter och självbestämmande för folken
- IX. Samarbete mellan stater
- X. Uppfyllande i god tro av förpliktelser mot internationell lag

## Undertecknande stater
- Belgien
- Bulgarien
- Cypern
- Danmark
- Finland
- Frankrike
- Grekland
- Republiken Irland
- Island
- Italien
- Jugoslavien
- Kanada
- Liechtenstein
- Luxemburg
- Malta
- Monaco
- Nederländerna
- Norge
- Polen
- Portugal
- Rumänien
- San Marino
- Schweiz
- Sovjetunionen
- Spanien
- Storbritannien
- Sverige
- Tjeckoslovakien
- Turkiet
- Ungern
- USA
- Vatikanstaten
- Västtyskland
- Österrike
- Östtyskland